# Walther Dobbertin
Walther Dobbertin (né en 1882 à Berlin, mort le 12 janvier 1961 à Jesteburg) est un photographe allemand.

## Biographie
Walther Dobbertin naît dans une famille d'artisans berlinois. Ses aïeuls viennent du Mecklembourg, près de l'abbaye de Dobbertin. À Rostock, il suit un cours de photographie et suit des cours artistiques.
En 1903, il s'en va en Afrique orientale allemande. Il ouvre des librairies et des galeries d'art à Dar es Salam, Tanga et Moshi. Il fait partie des photographes les plus importants de l'Afrique orientale allemande. Après le déclenchement de la Première Guerre mondiale, il est le seul photographe qui documente les événements du côté allemand.
En 1916, Dobbertin est présent dans les troupes prisonnières des Anglais. Lorsque la guerre prend fin, les Allemands sont expulsés et dépossédés de l'Afrique orientale. La femme de Dobbertin, Alwine, réussit à passer en contrebande des plaques photographiques de son mari à l'étranger. Après sa libération, Dobbertin retourne en Allemagne et s'installe à Wiedenhof, aujourd'hui un quartier de Jesteburg, au sud de Hambourg. Il y ouvre encore une librairie.
En 1932, il publie à compte d'auteur une collection de portraits à la gloire des soldats de l'Afrique orientale allemande. Durant le Troisième Reich, il est membre de la SA et chef de district de la Ligue coloniale du Reich. En 1945, l'armée britannique lui retire sa licence de commerçant.
Après l'avoir récupérée, il tient sa librairie jusqu'en 1960. Peu de temps avant un voyage prévu en Afrique, le premier depuis son retour en 1920, Walther Dobbertin meurt.

## Galerie

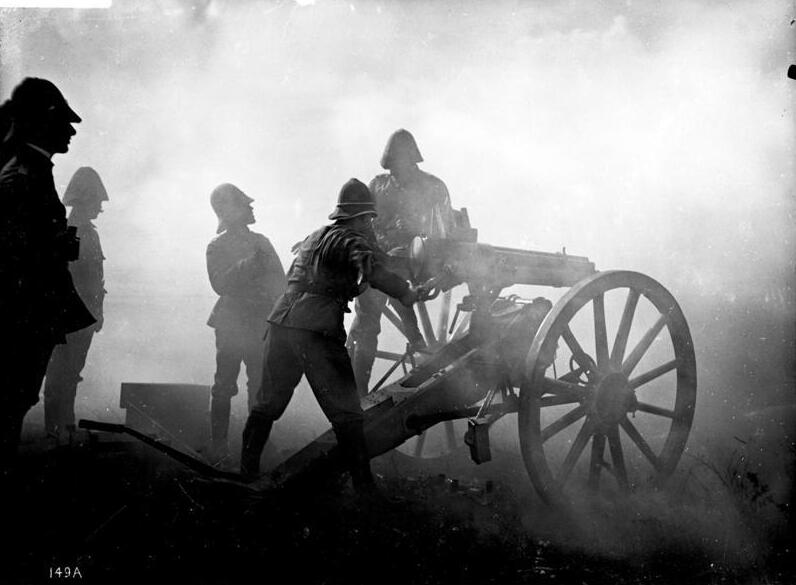
Mitrailleuse allemande en Afrique orientale.
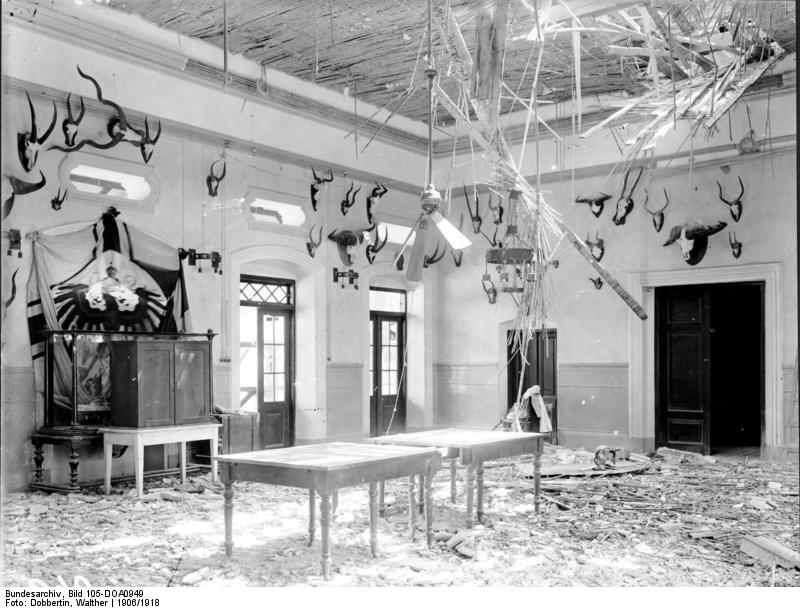
Maison de planteur détruite.
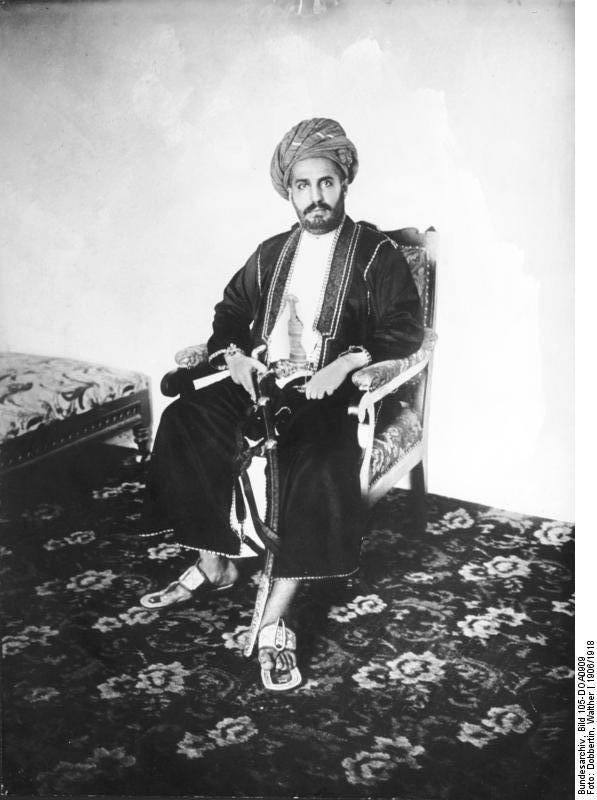
Khalid ibn Bargach.
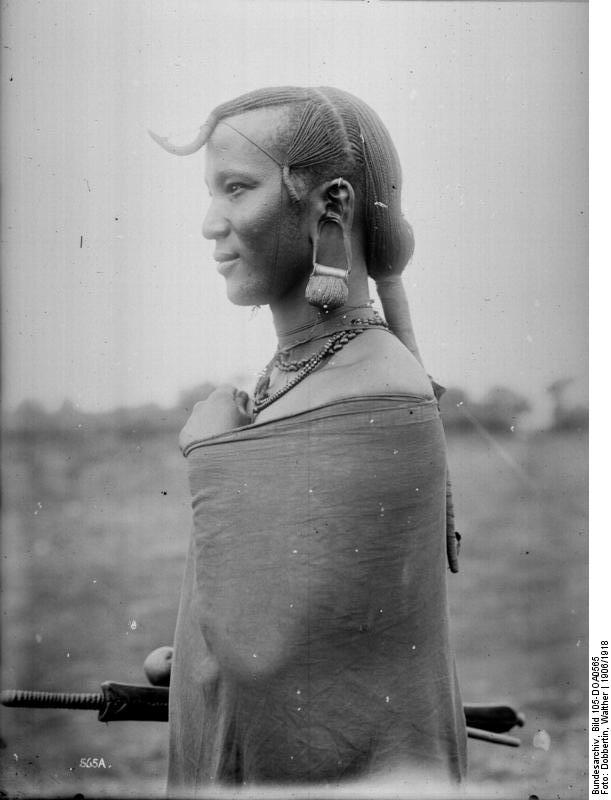
Maasaï.
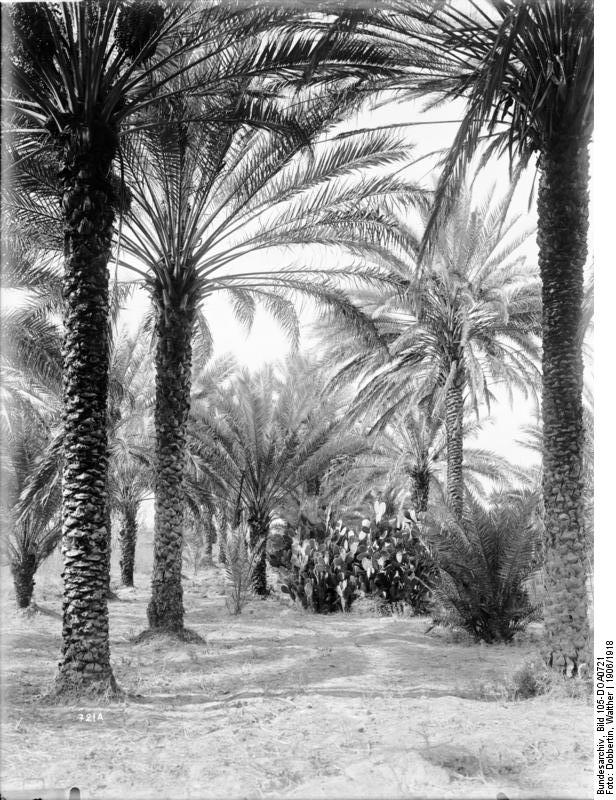
Palmeraie.
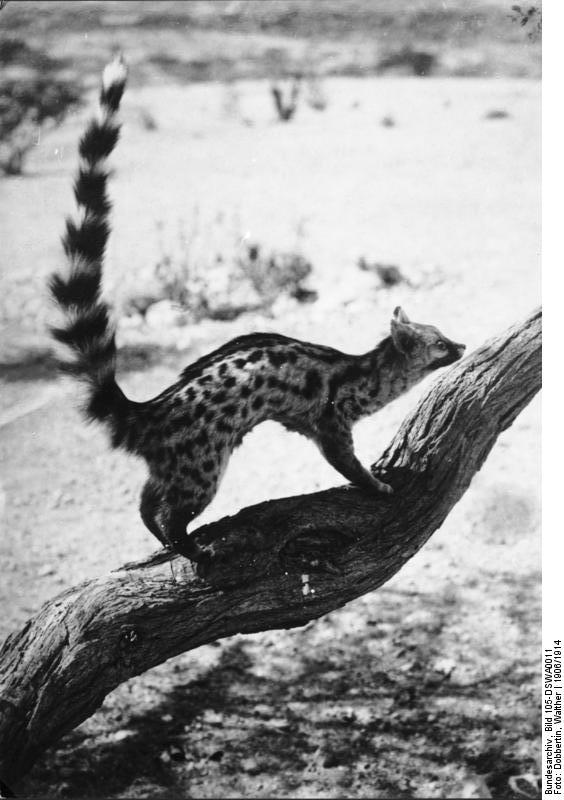
Mustélidé.

## Source de la traduction
- (de) Cet article est partiellement ou en totalité issu de l’article de Wikipédia en allemand intitulé « Walther Dobbertin » (voir la liste des auteurs).